# Lomas de San Ramón
Lomas de San Ramón es una localidad del estado mexicano de Baja California. Es parte del municipio de San Quintín.

## Toponimia
El nombre «San Ramón» hace referencia al santo patrono de la localidad: Ramón Nonato.

## Demografía
| Censo | Población |
| ----- | --------- |
| 2000  | 2 684     |
| 2010  | 3 805     |
| 2020  | 4 432     |